# Cantonul Quillan
Cantonul Quillan este un canton din arondismentul Limoux, departamentul Aude, regiunea Languedoc-Roussillon, Franța.

## Comune
- Belvianes-et-Cavirac
- Brenac
- Campagne-sur-Aude
- Coudons
- Espéraza
- Fa
- Ginoles
- Granès
- Marsa
- Nébias
- Quillan (reședință)
- Quirbajou
- Rouvenac
- Saint-Ferriol
- Saint-Julia-de-Bec
- Saint-Just-et-le-Bézu
- Saint-Louis-et-Parahou
- Saint-Martin-Lys